# Holiday Inn Alger - Cheraga Tower
Le Holiday Inn Alger - Cheraga Tower est un luxueux hôtel cinq étoiles à Alger en Algérie, géré par Holiday Inn,.

## Caractéristiques
La tour mesure 105 mètres de hauteur, ce qui fait d'elle (en 2020) le deuxième plus haut édifice de la ville d'Alger, après le minaret de la Grande Mosquée d'Alger (Djamaâ El-Djazaïr) construit en 2019, lequel culmine à 270 mètres.
L'hôtel dispose de 242 chambres et suites, 4 salles de réunions et d'une salle de banquets, le "Zaccar".
Il comporte également un restaurant gastronomique nommé le "101" en référence à son implantation au 25e étage, à la hauteur de 101 mètres.
L'établissement dispose également d'un centre de bien-être, de deux piscines (intérieure et extérieure), d'un hammam, d'un sauna et d'un centre de fitness.
Sa localisation est idéale se trouvant à proximité du centre commercial Garden city Algeria ,ainsi que du Parc Dounia. 